# Internet Key Exchange
IKE (англ. Internet Key Exchange) — стандартний протокол набору протоколів IPsec, який використовується для забезпечення безпеки взаємодії в віртуальних приватних мережах. Призначення IKE — захищене узгодження і доставка ідентифікованого матеріалу для «асоціації безпеки» (SA)

## Історія
IKE був спочатку визначений у листопаді 1998 року в серії рекомендацій RFC 2407, RFC 2408, RFC 2409.
У грудні 2005 р вийшла друга версія IKEv2, яка була описана в рекомендації RFC 4306.
У жовтні 2014 року в редакції RFC 7296 вийшла виправлена версія стандарту, що описує IKEv2.

## Архітектура
Протокол передає повідомлення через UDP — порти 500 і/ або 4500. Встановлена SA включає в себе роздільний секретний ключ і набір криптографічних алгоритмів. Також IKE може використовувати компресію IP.
Обмін інформацією здійснюється парними повідомленнями «запит — відповідь». Такі пари називаються «обмін» («exchange»).
Обмін даними в IKE відбувається в 2 фази. У першій фазі встановлюється SA IKE. У другій — SA IKE використовується для узгодження протоколу (зазвичай IPSec).

## Визначення
SKEYID — рядок, що отримується з секретного ключа, відомого тільки учасникам обміну.
SKEYID_e — матеріал ключів, який використовується SA ISAKMP для захисту конфіденційності своїх повідомлень.
SKEYID_a — матеріал ключів, який використовується SA ISAKMP для ідентифікації своїх повідомлень.
SKEYID_d — матеріал ключів, який використовується при отриманні ключів для SA, що не відносяться до ISAKMP
Nx — дані поточного часу (x може бути i або r в разі ініціатора або отримувача відповідно)
prf (key, msg) — функція псевдовипадкових чисел з ключем (pseudo-random function). Часто використовується хеш-функція.
g^xy — розділяється секретний код Діффі-Геллмана.
CKY_x — cookies ініціатора (якщо x == I) або одержувача (якщо x == R) з заголовка ISAKMP
HDR — заголовок ISAKMP. Його поле типу обміну визначає режим. Якщо пишеться HDR*, то дані зашифровані.
SA — дані узгоджені, які містять одну або кілька пропозицій. Ініціатор може відправити кілька пропозицій, але відповідач зобов'язаний відповісти тільки одним реченням.
IDx — дані ідентифікації для x. У разі, якщо x==ii, то це дані ініціатора в першій фазі, якщо x==ir, то це дані відповідача в першій фазі, якщо x==ui, то це дані ініціатора в другій фазі, якщо x==ur, то це дані відповідача в другій фазі.
CERT — дані сертифікації.
SIG_X — дані підпису ініціатора або відповідача в разі X==I або X==R відповідно.
KE — дані обміну ключами, які містять відкриту інформацію, передану в процесі обміну Діффі-Геллмана.
HASH (X) — дані хеш-коду.
<X>_b — тіло даних X.
<х>y — x зашифрований ключем y.
X|Y — конкатенація X і Y.

## Фаза 1
Для першої фази можливі 2 режими: основний і агресивний.
В основному режимі відбуваються 3 обміни: в першому вузли домовляються про правила, у другому обмінюються відкритими значеннями Діффі-Геллмана й допоміжними даними, в третьому відбувається підтвердження обміну Діффі-Геллмана.
В агресивному режимі в першому обміні встановлюються правила, передаються відкриті значення Діффі-Геллмана й допоміжна інформація. Причому, в другому повідомленні першого обміну відбувається ідентифікація відповідача (англ. responder). Третє повідомлення ідентифікує ініціатора і підтверджує участь в обміні. Останнє (четверте) повідомлення може бути не послано.
Для обох цих методів можливі чотири типи різних методів ідентифікації: цифровим підписом, два типи шифрування відкритим ключем і роздільним ключем (англ. pre-shared key).
Залежно від типу ідентифікації на початку генерується SKEYID.
SKEYID=prf (Ni_b|Nr_b, g^xy) в разі ідентифікації цифровим підписом.
SKEYID = prf (hash (Ni_b|Nr_b), CKY-I|CKY-R) в разі шифрування відкритим ключем.
SKEYID = prf (pre-shared-key, Ni_b|Nr_b) в разі роздільного ключа.
Після цього сторони обчислюють матеріали ключів SKEYID_d, SKEYID_a, SKEYID_e.
SKEYID_d = prf (SKEYID, g^xy|CKY-I|CKY-R|0)
SKEYID_a = prf (SKEYID, SKEYID_d|g xy|CKY-I|CKY-R|1)
SKEYID_e = prf (SKEYID, SKEYID_a| g^xy|CKY-I|CKY-R|2)

### Ідентифікація за допомогою цифрового підпису
В основному режимі на етапах 1 і 2 сторони узгоджують SA IKE і домовляються про налаштування обміну. Необхідно, щоб обидві сторони передали свої cookies. На 3 і 4 етапах сторони обмінюються ключами Діффі-Геллмана й псевдовипадковими значеннями. Після цього сторони можуть захищати повідомлення. На етапах 5 і 6 відбувається обмін зашифрованою інформацією ідентифікації. 

В агресивному режимі обмежені можливості узгодження, так як ініціатор повинен передати в одному повідомленні значення Діффі-Геллмана і дані поточного часу. А значить ініціатор не може запропонувати різні групи Діффі-Геллмана. Однак, іноді агресивний режим може бути єдиним способом встановлення SA IKE, наприклад, якщо одержувач не знає адресу ініціатора. Якщо ініціатор вже має дані про одержувача, то агресивний режим буде більш ефективним. 
І в основному, і в агресивному режимах результатом є підписані дані (SIG_I і SIG_R).

### Ідентифікація за допомогою шифрування відкритим ключем
Якщо при роботі в основному режимі у відповідача є кілька відкритих ключів, то в 3-му повідомленні пересилається хеш сертифіката (HASH (1)), що використовується ініціатором для шифрування. Таким чином адресат зможе визначити, яким ключем шифруються повідомлення, просто складаючи хеші своїх сертифікатів і порівнюючи їх з отриманим. Варто відзначити, що дані ідентифікації та поточного часу шифруються за допомогою ключа іншої сторони.

### Ідентифікація за допомогою виправленого режиму шифрування відкритим ключем
Ідентифікація за допомогою шифрування відкритим ключем вимагає витрат на операції з ключами: 2 операції на шифрування відкритим ключем і 2 операції на розшифровку закритим ключем. Виправлений режим дозволяє скоротити вдвічі кількість операцій. У цьому режимі дані поточного часу також шифруються за допомогою відкритого ключа іншого боку, а ідентифікатори (і, якщо відсилаються, сертифікати) шифруються за допомогою узгодженого симетричного алгоритму шифрування (на підставі даних SA). Ключ для цього шифрування отримано на підставі даних поточного часу.
Причина можливого відсилання HASH (1) така ж, що і в простій ідентифікації за допомогою шифрування відкритим ключем. Ключі Ke_i і Ke_r узгоджуються під час обміну даними SA. Дані шифруються, а заголовки даних передаються відкритим текстом.

### Ідентифікація за допомогою роздільного ключа
Ключ в основному режимі може бути визначений за IP-адресою сторін, так як хеш-код ініціатора HASH_I повинен бути пораховано до того, як ініціатор почне обробку IDir. Агресивний режим дозволяє сторонам мати кілька подільних ключів і при узгодженні обміну повідомляти який з них використовується.

## Фаза 2

### Швидкий режим
Швидкий режим не є повним обміном (так як він нерозривно пов'язаний з обмінами в 1 фазі), хоча і використовується як частина процесу узгодження SA, доставляючи матеріали ключів і погоджуючи правила для SA, які не є ISAKMP SA. Всі повідомлення повинні бути захищені ISAKMP SA. Це означає, що всі частини повідомлень за винятком заголовка ISAKMP шифруються.
HASH (1) = prf (SKEYID_a, M-ID|SA|Ni [|KE] [|IDci|IDcr)
HASH (2) = prf (SKEYID_a, M-ID|Ni_b|SA|Nr [|KE] [|IDci|IDcr)
HASH (3) = prf (SKEYID_a, 0|M-ID|Ni_b|Nr_b)
Новий матеріал ключів визначається як: KEYMAT = prf (SKEYID_d, protocol|SPI|Ni_b| Nr_b) — досконала пряма секретність не потрібна
KEYMAT = prf (SKEYID_d, g (qm)^xy | protocol|SPI|Ni_b|Nr_b) — досконала пряма секретність потрібна. Тут g qm)^xy — розділяється ключ, який був отриманий в процесі обміну Діффі-Хеллмана.

## Режим нової групи
Режим нової групи не повинен бути використаний до встановлення SA ISAKMP. Опис нової групи має слідувати тільки після узгодження в фазі 1 (хоча сам режим нової групи не відноситься до фази 2).
HASH (1) = prf (SKEYID_a, M-ID | SA)
HASH (2) = prf (SKEYID_a, M-ID | SA)

## Групи OAKLEY
У групах OAKLEY відбувається узгодження Діффі-Хеллмана. В RFC 2409 визначено 4 групи. Вперше ці групи були описані в протоколі OAKLEY, тому і отримали таку назву.